# Fernando Maria Neves
Fernando Maria Neves (Praia, Cabo Verde, 9 de junio de 1978) es un futbolista caboverdiano conocido como Nando Neves. Juega de defensa y su actual equipo es el FK Pribam de la Liga de Fútbol de la República Checa. Es tío del jugador de la guía Dani Neves

## Selección nacional
Debutó en la selección el 2 de febrero de 2002 en un Partido contra la selección de Ghana. Disputó la Copa Africana de Naciones 2013 y fue elegido en el once ideal de la competición. A día de hoy es el jugador que más partidos ha jugado con la selección de fútbol de Cabo Verde.